# Leszek Kołakowski

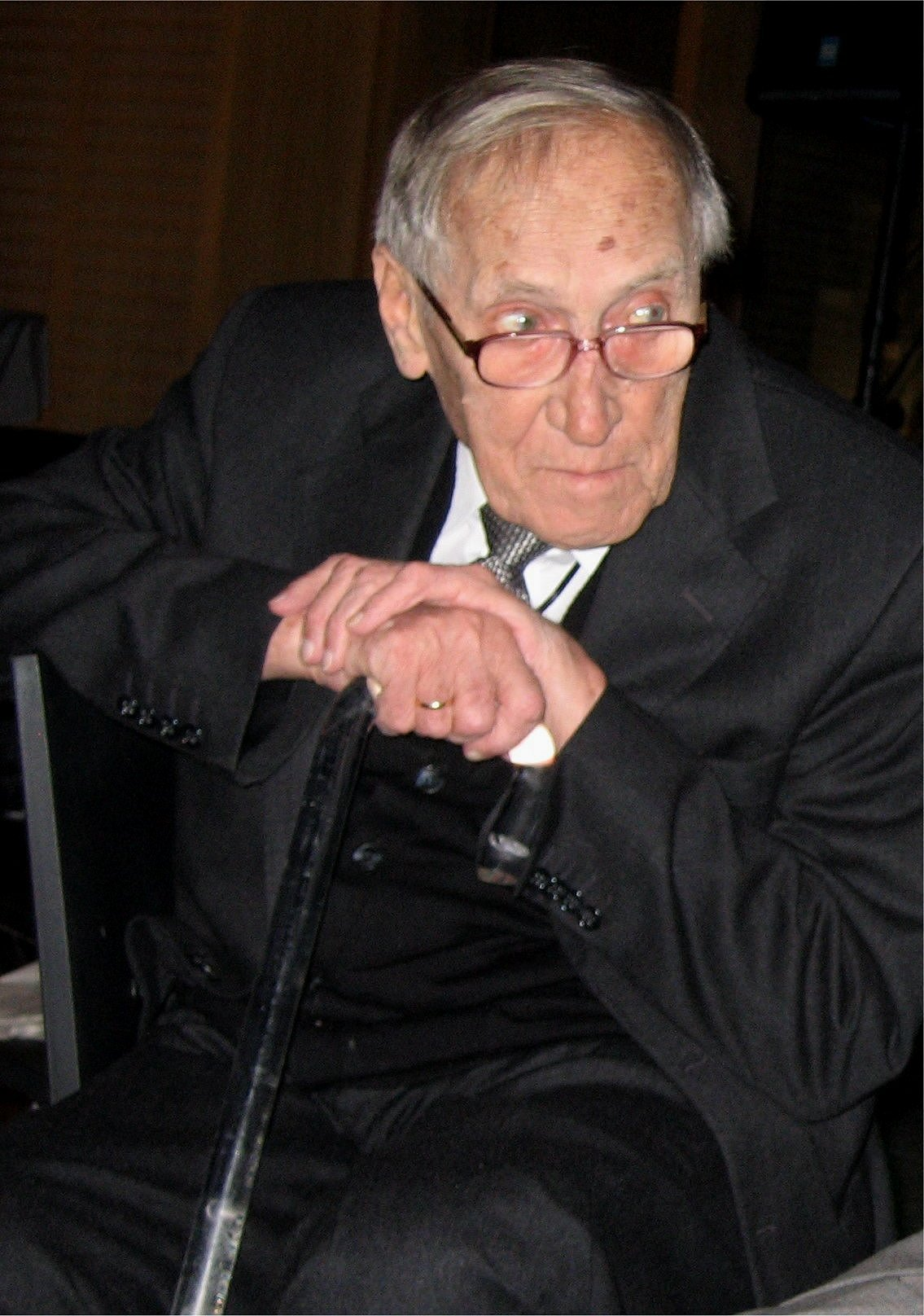
Leszek Kołakowski, Warschau, 23. Oktober 2007

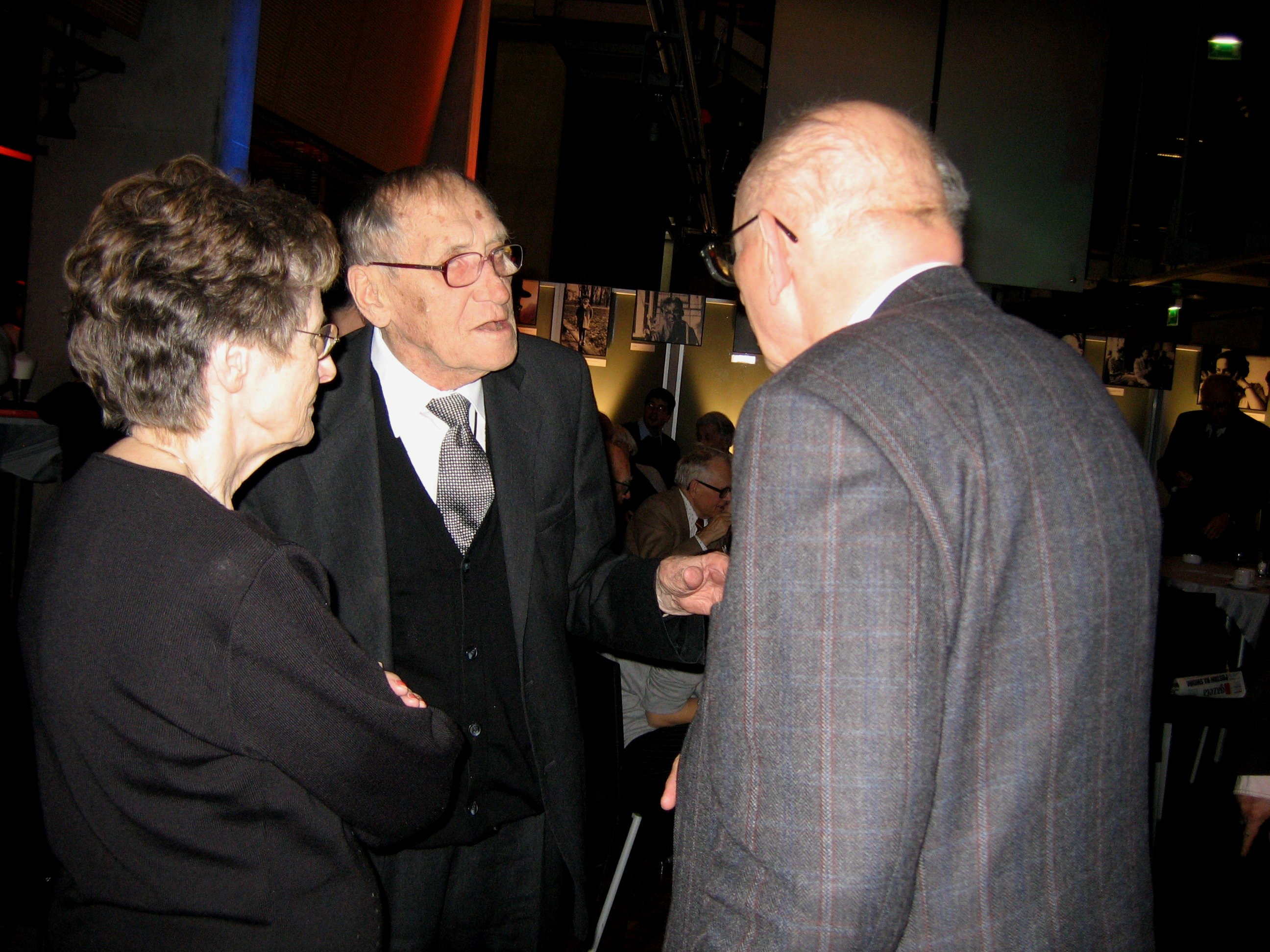
Leszek Kołakowski mit Zofia und Władysław Bartoszewski, Warschau, 23. Oktober 2007

Leszek Kołakowski (* 23. Oktober 1927 in Radom, Polen; † 17. Juli 2009 in Oxford, England) war ein polnischer Philosoph, Philosophiehistoriker und Essayist. Er wird vielfach als der prominenteste polnische Philosoph des 20. Jahrhunderts angesehen.

## Leben
Leszek Kołakowski stammte aus einer linksintellektuellen Freidenkerfamilie. Der Vater Kołakowskis wurde im Krieg von der Gestapo umgebracht. Kołakowski selbst verbrachte als Jugendlicher die meiste Zeit der deutschen Besetzung in einem Dorf in Ostpolen, wo er in einem Landhaus mit großer Bibliothek wohnte, deren Bestände er schließlich nahezu auswendig kannte. In Łódź besuchte er die katholische Skorupka-Schule und setzte nach Schließung aller höheren Schulen seine Ausbildung an einem Untergrundgymnasium fort. Nach Kriegsende beendete er seine Gymnasialausbildung und wurde Mitglied der kommunistischen Jugendorganisation ZMP.
Nach dem Ende des Zweiten Weltkriegs begann Kołakowski das Studium der Philosophie an der neu gegründeten Universität Łódź und wurde Mitglied der Kommunistischen Partei. Bereits vor Abschluss seines Studiums (1950) hielt er Vorlesungen und publizierte philosophische Aufsätze. 1952 erschien seine erste größere Arbeit über Avicenna. Später interessierte er sich vor allem für Spinoza.
Kołakowski war Assistent von Tadeusz Kotarbiński und später von Adam Schaff, dem damals führenden orthodoxen Marxisten in Polen. Bei ihm promovierte er im Jahr 1953 mit der Schrift Die Lehre Spinozas von der Befreiung des Menschen (polnisch) und lehrte seitdem an der Universität Warschau, wo er im Jahr 1959 Professor für Philosophiegeschichte wurde, obgleich der ursprünglich linientreue Marxist bereits 1956 den „real existierenden Sozialismus“ kritisiert hatte:

„Sozialismus ist nicht ein Staat, wo es mehr Bürokraten als Arbeiter gibt und wo Feiglinge besser leben als die Mutigen.“

1956 schrieb er das Manifest Czym jest socjalizm? („Was ist Sozialismus?“), in dem er Missstände im Sozialismus aufzählt, aber mit der Bemerkung schließt, dass Sozialismus etwas Gutes sei. Es sollte in der polnischen Zeitschrift Po Prostu veröffentlicht werden, es kam jedoch nicht mehr dazu, weil Po Prostu 1957 verboten wurde. Einige Universitätsangehörige besaßen dennoch Kopien des Manifests. Schließlich war es weit verbreitet und gelangte auch in die nicht-sozialistischen Länder. Auf Deutsch erschien es 1957 unter dem Titel Was ist Sozialismus? und auf Englisch ebenfalls 1957 unter dem Titel What is Socialism?. Im „Polnischen Oktober“ (1956) war Kołakowski einer der Wortführer der studentischen Opposition. 1957 lehnte sich der 30-jährige Marxist in der Warschauer Zeitschrift Nowa Kultura gegen den als Wissenschaft gelehrten Geschichtsdeterminismus weltanschaulicher Prägung auf, womit er an einer der Säulen des Marxismus, dem historischen Materialismus, rüttelte. Sein „Leben trotz Geschichte“ sollte später zum geflügelten Wort einer Aufbruchsstimmung werden. 1957/1958 besuchte Kołakowski Universitäten in Holland und Paris und kehrte Ende 1958 nach Warschau zurück, wo er eine Professur für Philosophie der Neuzeit übernahm, die er bis 1968 innehatte.
1966 wurde Kołakowski aus der Polnischen Vereinigten Arbeiterpartei ausgeschlossen, weil ein Vortrag, den er zum Gedenken an einen polnischen Arbeiteraufstand von 1956 hielt, auf Missfallen stieß, und 1968 erhielt er wegen seines Eintretens für oppositionelle Studenten während der Märzunruhen Lehrverbot. Er ging ins Ausland und hielt zunächst Gastvorlesungen an der McGill University in Montreal. 1969 lehrte er für ein Jahr in Berkeley (Kalifornien), bevor er im Frühjahr 1970 – unter anderem auf Anregung von Jürgen Habermas – eine Berufung auf den Adorno-Lehrstuhl in Frankfurt a. M. erhielt. Auch aufgrund von Protesten der Fachschaft des Philosophischen Seminars, die ihm „mangelnde marxistische Linientreue“ vorwarf, nahm er aber stattdessen einen Ruf als Forschungsprofessor am All Souls College in Oxford an, dem er seitdem bis zu seiner Pensionierung im Jahr 1995 angehörte.

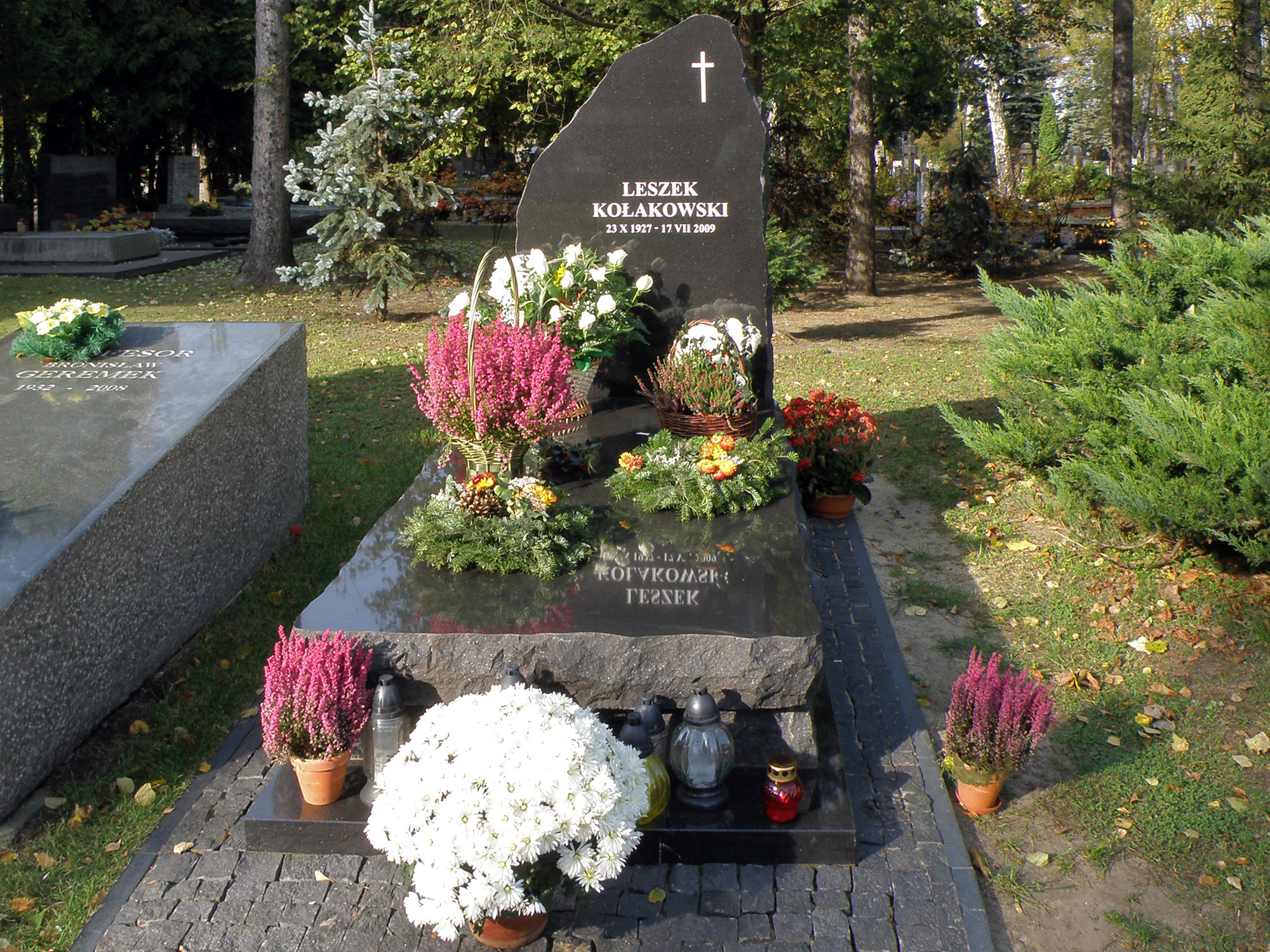
Kołakowskis Grab in Warschau

Ab 1975 hielt Kołakowski auch Vorlesungen an der Yale University, ab 1981 an der University of Chicago, wo er Mitglied der Philosophischen Fakultät war. Bis zur Wende 1989 war Kołakowski mit einem Einreiseverbot nach Polen belegt.
Am 17. Juli 2009 starb er im Alter von 81 Jahren in Oxford. Sein Leichnam wurde mit einer Maschine der polnischen Luftwaffe nach Warschau überstellt, von Polens Außenminister Sikorski am Flughafen mit militärischen Ehren in Empfang genommen und auf dem Powązki-Friedhof in einem Staatsbegräbnis beigesetzt. Polen in Trauer titelte die Gazeta Wyborcza ihren Nachruf und krönte Kołakowski posthum zum „König von Mitteleuropa“.

## Werk
Kołakowski beschäftigte sich in seinen Publikationen mit fast allen Bereichen der Philosophie – unter anderem Ethik, Ästhetik und Religionsphilosophie. Sein Schwerpunkt galt allerdings der Auseinandersetzung mit dem Marxismus. Er entwickelte eine stark von den Frühschriften von Karl Marx beeinflusste Philosophie, die man oft mit dem Begriff „Marxistischer Humanismus“ bezeichnet, und gilt gleichzeitig als Kritiker des Marxismus.
Sein Hauptwerk Die Hauptströmungen des Marxismus gibt eine umfassende Darstellung der verschiedenen Strömungen des Marxismus sowie seiner sozial- und geistesgeschichtlichen Vorläufer und Wegbereiter. Es stellt zugleich eine Auseinandersetzung mit der eigenen Biografie dar. Kołakowski bezeichnet darin den Marxismus als „die größte Fantasie unseres Jahrhunderts“. Das Werk schließt mit dem Urteil:

„Die Selbstvergötterung des Menschen, welcher der Marxismus philosophischen Ausdruck verlieh, endet wie alle individuellen und kollektiven Versuche der Selbstvergötterung. Sie erweist sich als der farcenhafte Aspekt der menschlichen Unzulänglichkeit.“

## Auszeichnungen
Kołakowski war Träger zahlreicher Auszeichnungen. 1977 erhielt er den Friedenspreis des Deutschen Buchhandels, 1983 bekam er den Erasmuspreis für Verdienste um die europäische Kultur und war MacArthur Fellow, 1991 wurde Kołakowski mit dem Ernst-Bloch-Preis, 2007 mit dem Jerusalempreis für die Freiheit des Individuums in der Gesellschaft geehrt. 2003 erhielt er für sein Lebenswerk den Kluge-Preis. Außerdem war er Mitglied der British Academy, der American Academy of Arts and Sciences (1970) und der Bayerischen Akademie der Schönen Künste.

## Schriften (Auswahl)
- Der Himmelsschlüssel – Erbauliche Geschichten. Patmos 2007 (Neuauflage, Erstauflage 1957), ISBN 978-3-491-71308-6.
- Der Priester und der Narr. Vom theologischen Erbe im zeitgenössischen Denken. (1959) In: Der Mensch ohne Alternative. (1967), S. 224 ff.
- Der Mensch ohne Alternative. Von der Möglichkeit und Unmöglichkeit, Marxist zu sein. Aus dem Polnischen von Wanda Brońska-Pampuch, aus dem Englischen von Leonard Reinisch, Serie Piper 140, Piper, München 1964, Neuausgabe 1984, ISBN 3-492-00440-7.
- Traktat über die Sterblichkeit der Vernunft. Philosophische Essays. Piper, München 1967.
- Die Philosophie des Positivismus. Serie Piper, München 1971 (zuerst polnisch 1966).
- Die Gegenwärtigkeit des Mythos. Serie Piper, München 1973 (zuerst polnisch 1972).
- Zweifel an der Methode. Kohlhammer, Stuttgart/Berlin/Köln/Mainz 1977.
- Die Suche nach der verlorenen Gewissheit. Denkwege mit Edmund Husserl. Kohlhammer, Stuttgart/Berlin/Köln/Mainz 1977 (zuerst polnisch 1975).
- Die Hauptströmungen des Marxismus – Entstehung, Entwicklung, Zerfall. 3 Bände, München 1977–1978, ISBN 978-3-492-02310-8.
- Falls es keinen Gott gibt: Die Gottesfrage zwischen Skepsis und Glaube. 2008 (Neuauflage, Erstauflage 1982), ISBN 978-3-579-06471-0.
- Narr und Priester. Ein philosophisches Lesebuch. Hrsg. v. Gesine Schwan, deutsch von Heinz Abusch, Polnische Bibliothek, Suhrkamp, Frankfurt am Main 1984, ISBN 3-518-02682-8.
- Horror metaphysicus. Piper, München 1988, ISBN 978-3-492-03228-5.